# Poveste sentimentală (film)
Poveste sentimentală este un film românesc din 1962 regizat de Iulian Mihu. Rolurile principale au fost interpretate de actorii Irina Petrescu, Cristea Avram și Victor Rebengiuc.

## Distribuție
- Irina Petrescu — Neli
- Cristea Avram — dr. George Vrancea
- Victor Rebengiuc — arh. Varlam
- Eliza Petrăchescu — doftoroaia
- Doina Tuțescu — sora Anca
- Angela Chiuaru — Gina
- Gheorghe Enache — Mareș
- Emil Botta — dr. Pantazi
- Vasile Nițulescu — Frâncu
- Toma Caragiu — Ioachim
- Nucu Păunescu — primarul

## Primire
Filmul a fost vizionat de 1.458.717 de spectatori în cinematografele din România, după cum atestă o situație a numărului de spectatori înregistrat de filmele românești de la data premierei și până la data de 31 decembrie 2014 alcătuită de Centrul Național al Cinematografiei.